# Relations entre l'Azerbaïdjan et le Monténégro

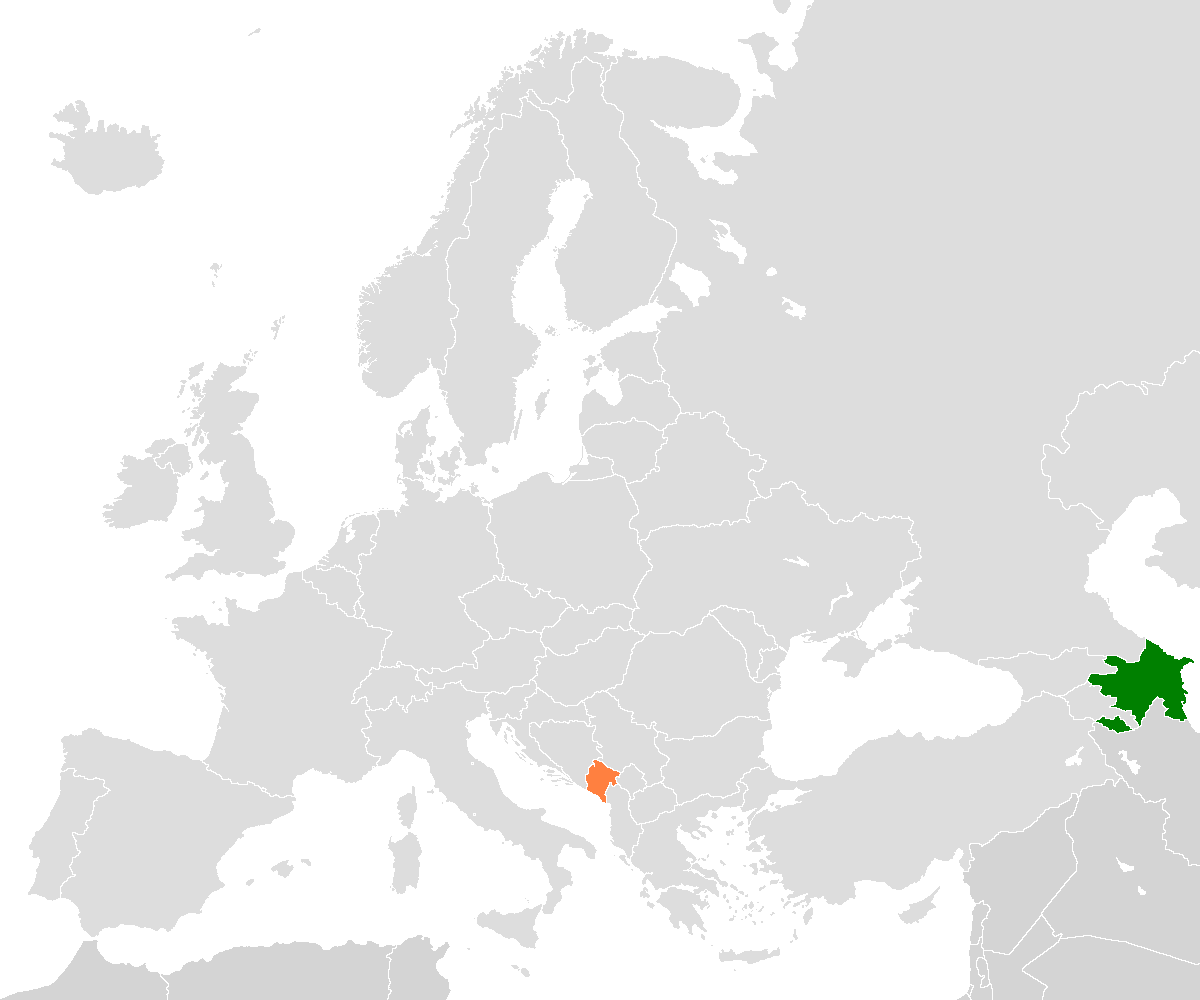

Les relations diplomatiques entre l’Azerbaïdjan et le Monténégro établies en 2008 après la reconnaissance par l’Azerbaïdjan de l’indépendance du Monténégro.

## Vue d'ensemble
L’Azerbaïdjan a reconnu l’indépendance du Monténégro le 24 juillet 2006. Le 24 avril 2008, des relations diplomatiques ont été établies entre ces deux pays.
L'Ambassadeur d'Azerbaïdjan en Roumanie, Eldar Hassanov (actuellement Ambassadeur d'Azerbaïdjan en Serbie, au Monténégro et en Bosnie-Herzégovine) a été nommé Ambassadeur au Monténégro par décret présidentiel du 28 juillet 2010. M. Hassanov a présenté ses lettres de créance au président du Monténégro, Filip Vujanovic, le 6 octobre 2010. En revanche, l'ambassadeur du Monténégro en Turquie est également ambassadeur en Azerbaïdjan. Branko Milic est l'ambassadeur du Monténégro en Azerbaïdjan depuis l'acceptation de ses lettres de créance par le président de l'Azerbaïdjan, Ilham Aliyev, le 28 mars 2015.
La mission diplomatique d'Azerbaïdjan a commencé ses opérations à Podgorica en avril 2012. Le consulat honoraire du Monténégro a été ouvert à Bakou en décembre 2013. Vugar Aliyev a été nommé consul honoraire du Portugal en Azerbaïdjan.

## Visites de haut niveau
L'ancien président du Monténégro Filip Vujanović a effectué une visite officielle en Azerbaïdjan en septembre 2011, suivie de visites de travail en 2012, 2013, 2015 et 2017. Le président azerbaïdjanais Ilham Aliyev s'est rendu au Monténégro en mars 2013.Le président sortant du Monténégro, Milo Dukanovic, s'est rendu en Azerbaïdjan en mars 2019 avec l'invitation d'Ilham Aliyev pour sa participation au 7e Forum mondial de Bakou.
Outre les visites de chefs d'État, d'autres hauts responsables (par exemple, les premiers ministres du Monténégro en 2012, 2014 et 2015, le ministre des Affaires étrangères du Monténégro en 2010, le ministre des Affaires étrangères de l'Azerbaïdjan en 2011, le ministre du Développement économique de L'Azerbaïdjan en 2011 et 2014, le ministre de la Culture du Monténégro en 2011 et 2013, le ministre de l'Agriculture du Monténégro en 2013 et le ministre du Tourisme du Monténégro en 2014) ont également eu des visites mutuelles. Le Président du Parlement monténégrin, Ranko Krivokapic, s'est rendu en Azerbaïdjan en 2014, tandis que le Président du Milli Majlis d'Azerbaïdjan, Ogtay Assadov, s'est rendu au Monténégro à l'occasion du 10e anniversaire de la restauration de l'indépendance du Monténégro en mai 2016.

## Relations interparlementaires
La coopération interparlementaire entre les deux pays est assurée par le Groupe de travail sur les relations interparlementaires entre l'Azerbaïdjan et le Monténégro, établi depuis l'Azerbaïdjan. Milli Majlis a créé le 8 avril 2011 le Groupe de travail sur les relations interparlementaires entre l'Azerbaïdjan et le Monténégro. Selon la décision de Milli Majlis datée du 4 mars 2016, le chef du Groupe de travail sur les relations interparlementaires entre l'Azerbaïdjan et le Monténégro est Igbal Mammadov.

## Relations économiques
Le commerce bilatéral de marchandises entre l'Azerbaïdjan et le Portugal s'est élevé à 1907 €, le volume des importations du Monténégro à 87 € et les exportations à 1 821 € pour la période de janvier à septembre 2018.

| Chiffre d'affaires entre l'Azerbaïdjan et le Monténégro |             |             |                    |
| Année                                                   | Importation | Exportation | Chiffre d'affaires |
| 2011                                                    | -           | 3.7         | 3.7                |
| 2012                                                    | 8.4         | 2.2         | 10.6               |
| 2013                                                    | 0.4         | 11.5        | 11.9               |
| 2014                                                    | 0.4         | 84.9        | 85.3               |
| 2015                                                    | 0.5         | 3.8         | 4.3                |
| 2016                                                    | 0.1         | 16.5        | 16.6               |
| 2017                                                    | 117.9       | 24.3        | 142.2              |
| Extrait de stat.gov.az                                  |             |             |                    |